# People, Places and Things (tuyển tập truyện ngắn)
People, Places and Things là một tập truyện ngắn của Chris Chesley và Stephen King, tự xuất bản năm 1960.

## Danh sách truyện
| Nhan đề                               | Tác giả                       |
| ------------------------------------- | ----------------------------- |
| "The Hotel at the End of the Road"    | Stephen King                  |
| "Genius"                              | Chris Chesley                 |
| "Top Forty, News, Weather and Sports" | Chris Chesley                 |
| "Bloody Child"                        | Chris Chesley                 |
| "I've Got to Get Away!"               | Stephen King                  |
| "The Dimension Warp"                  | Stephen King                  |
| "The Thing at the Bottom of the Well" | Stephen King                  |
| "Reward"                              | Chris Chesley                 |
| "The Stranger"                        | Stephen King                  |
| "A Most Unusual Thing"                | Chris Chesley                 |
| "Gone"                                | Chris Chesley                 |
| "They've Gone"                        | Chris Chesley                 |
| "I'm Falling"                         | Stephen King                  |
| "The Cursed Expedition"               | Stephen King                  |
| "The Other Side of the Fog"           | Stephen King                  |
| "Scared"                              | Chris Chesley                 |
| "Curiousity [sic] Killed the Cat"     | Chris Chesley                 |
| "Never Look Behind You"               | Chris Chesley và Stephen King |

## Xuất bản
People, Places and Things được Chris Chesley và Stephen King viết vào mùa hè trước khi bắt đầu học trung học. Cuốn sách do hai tác giả tự xuất bản vào năm 1960 dưới tên "Nhà xuất bản Triad" bằng cách sử dụng một máy in ép nhỏ của anh trai King và đóng bằng tay. King ước tính rằng chỉ có 10 bản được in. Các bản sao đã được bán cho bạn học với giá khoảng 0,1 đô la đến 0,25 đô la mỗi bản. Lần in thứ hai được phát hành vào năm 1963. Bản sao duy nhất còn tồn tại của People, Places and Things do King nắm giữ; nó được mô tả là "một bộ sưu tập có một không hai của King" và là "tư liệu hiếm nhất về Stephen King còn tồn tại".
Vào đầu những năm 1960, King đã viết lại truyện ngắn "I've Got to Get Away!" và đặt tên là "The Killer". Ông gửi "The Killer" cho Forrest J Ackerman của tạp chí Spacemen; đó là tác phẩm đầu tiên ông gửi để xuất bản. Mặc dù không được chấp nhận vào thời điểm đó, câu chuyện đã sớm được xuất bản trong số 202 của Famous Monsters of Filmland vào mùa xuân năm 1994 với phần giới thiệu của Ackerman.
"The Hotel at the End of the Road" được tái bản vào năm 1993 tại ấn bản thứ tư của cuốn Market Guide for Young Writers của Kathy Henderson và một lần nữa vào năm 1996 trong ấn bản thứ năm.

## Đón nhận
Rocky Wood mô tả People, Places and Things là một "juvenilia" nhưng có "hình bóng của King trong tương lai". Michael R. Collings nói rằng, "Về cách tiếp cận, nội dung, chủ đề và cách xử lý [các câu chuyện] gợi ý rõ ràng những hướng đi mà King sẽ khám phá chi tiết hơn..." Tyson Blue đánh giá People, Places and Things "không tuân theo các tiêu chuẩn quan trọng giống như truyện ngắn và tiểu thuyết được xuất bản sau này [của King]", nhưng cũng ghi nhận một số điểm đáng khen trong tác phẩm, mô tả "Never Look Behind You" là "một mẩu truyện hấp dẫn".